# Захарова, Людмила Андреевна
Людмила Андреевна Захарова (дев. Устинова; род. 14 марта 1939 г., Сталинск, ныне Новокузнецк) — советский российский филолог, преподаватель высшей школы. Кандидат филологических наук (1969). Лауреат Государственной премии РФ в области науки и техники за комплексное исследование русских говоров Среднего Приобья (1964—1995 гг.) (1997). Профессор кафедры русского языка филологического факультета Томского государственного университета (с 2000).

## Биография
Выпускница историко-филологического факультета ТГУ (1961).